# ناحیه سیدی علی بوسیدی
ناحیه سیدی علی بوسیدی (به عربی: دائرة سیدی علی بوسیدی) یک ناحیه در الجزایر است که در استان سیدی بلعباس واقع شده‌است.